# Puertos de Galicia
Puertos de Galicia (Portos de Galicia en idioma gallego) es un ente público empresarial adscrito a la Consejería del Mar que administra los puertos dependientes de la Junta de Galicia.
Empezó su actividad en 1996 y es el ente encargado de gestionar, conservar y explotar el desarrollo de los 122 puertos e instalaciones portuarias de Galicia, en los que se desarrollan actividades pesqueras, marisqueras, comerciales y náutico-deportivas. El presidente del consejo de administración de Puertos de Galicia es Susana Lenguas Gil.

## Puertos gestionados
Puertos de Galicia gestiona todos los puertos de la comunidad que dependen de la Junta de Galicia. Son todos excepto los cinco puertos de interés general que son gestionados por sus respectivas autoridades portuarias: Ferrol-San Ciprián, La Coruña, Villagarcía de Arosa, Marín y Vigo.
Los 122 puertos e instalaciones portuarias gestionados por Portos de Galicia son:
- A Barquiña
- A Guarda
- A Pasaxe
- A Pobra do Caramiñal
- A Toxa
- Aguete
- Aguiño
- Aldán
- Ameixeda
- Ancados
- Arcade
- Ares
- Arou
- As Corbaceiras
- As Sinas
- Baiona
- Bares
- Barizo
- Beluso
- Betanzos
- Boa
- Bodión
- Brens
- Bueu
- Burela
- Cabo de Cruz
- Cabodeiro
- Caión
- Camariñas
- Camelle
- Campelo
- Cangas
- Canido
- Cariño
- Carril
- Castiñeiras
- Cedeira
- Celeiro
- Cesantes
- Combarro
- Corcubión
- Corme
- Corrubedo
- Covelo
- Domaio
- Escarabote
- Espasante
- Esteiro
- Ézaro
- Fisterra
- Foz
- Goián
- Insuela
- Laxe
- Lorbé
- Malpica
- Maniños
- Mañóns
- Meira
- Meloxo
- Mera
- Miño
- Moaña
- Morás
- Mugardos
- Muros
- Muxía
- Noia
- Nois
- O Barqueiro
- O Campo (A Illa)
- O Conchido
- O Freixo
- O Grove
- O Pindo
- O Porto - Taragoña
- O Seixo
- O Vicedo
- O Xufre
- Os Muíños
- Palmeira
- Panxón
- Pedras Negras
- Perbes
- Pontecesures
- Pontedeume
- Pontevedra
- Porto do Son
- Portocelo
- Portocubelo
- Portonovo
- Portosín
- Quenxe
- Rañó
- Raxó
- Razo
- Redes
- Rianjo
- Ribadeo
- Rinlo
- Sada - Fontán
- San Adrián de Cobres
- San Cibrao
- San Miguel de Deiro
- San Pedro de Visma
- Sangenjo
- Santa Cristina de Cobres
- Santa Cruz
- Santa María de Oia
- Santa Mariña
- Santa Marta
- Santa Uxía de Ribeira
- Santo Tomé
- Santa Mariña
- Suevos
- Testal
- Tragrove
- Tui
- Vilanova de Arousa
- Vilaxoán
- Viveiro